# Błonie (gmina)
Błonie (daw. gmina Pass i gmina Radzików) – gmina miejsko-wiejska w Polsce położona w województwie mazowieckim, w powiecie warszawskim zachodnim. W latach 1975–1998 gmina administracyjnie należała do województwa warszawskiego.
Siedzibą gminy jest Błonie.
Według danych z 30 czerwca 2004 gminę zamieszkiwało 19 696 osób.

## Struktura powierzchni
Według danych z roku 2002 gmina Błonie ma obszar 85,84 km², w tym:
- użytki rolne: 86%
- użytki leśne: 0%

Gmina stanowi 16,11% powierzchni powiatu.

## Demografia
Dane z 30 czerwca 2004:
| Opis                              | Ogółem | Ogółem | Kobiety | Kobiety | Mężczyźni | Mężczyźni |
| --------------------------------- | ------ | ------ | ------- | ------- | --------- | --------- |
| Jednostka                         | osób   | %      | osób    | %       | osób      | %         |
| Populacja                         | 19 696 | 100    | 10 347  | 52,5    | 9349      | 47,5      |
| Gęstość zaludnienia [mieszk./km²] | 229,5  | 229,5  | 120,5   | 120,5   | 108,9     | 108,9     |

Największe miejscowości gminy (dane z 2012 roku)

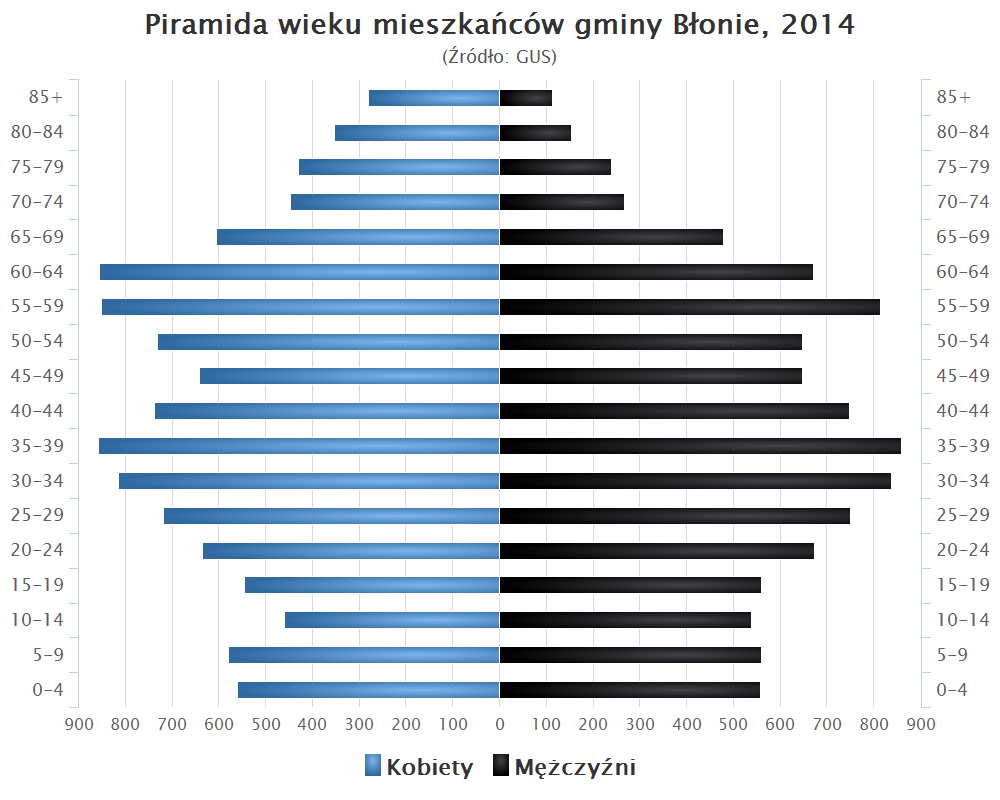
Piramida wieku mieszkańców gminy Błonie w 2014 roku

| Miejscowość     | Liczba ludności |
| --------------- | --------------- |
| Błonie          | 12559           |
| Bieniewice      | 1129            |
| Bramki          | 1047            |
| Radzików        | 927             |
| Pass            | 470             |
| Stare Faszczyce | 340             |
| Błonie-Wieś     | 321             |
| Dębówka         | 279             |
| Radonice        | 216             |
| Konstantów      | 196             |

## Sołectwa
Białutki, Białuty, Bieniewice, Bieniewo-Parcela, Bieniewo-Wieś, Błonie-Wieś, Bramki, Cholewy, Dębówka, Górna Wieś, Konstantów, Kopytów, Łaźniew, Łaźniewek, Łąki, Marysinek, Nowa Górna, Nowa Wieś, Nowe Faszczyce, Nowy Łuszczewek, Piorunów, Radonice, Radzików, Rochaliki, Rokitno, Stare Faszczyce, Stary Łuszczewek, Wawrzyszew, Witanów, Witki, Wola Łuszczewska, Żukówka.
Miejscowości podstawowe bez statusu sołectwa: Kopytów-Majątek, Łaźniew-Majątek, Pass, Radzików (osada), Rokitno-Majątek.
Na terenie miasta Błonia ustanowiono sześć jednostek pomocniczych o statusie osiedli.

## Sąsiednie gminy
Baranów, Brwinów, Grodzisk Mazowiecki, Leszno, Ożarów Mazowiecki, Teresin